# Rodney Green
Rodney Green (Filadelfia, 24 giugno 1988) è un cestista statunitense.

## Carriera
Dopo aver giocato quattro stagioni di college a La Salle University, ha esordito da professionista in Israele nella Ligat ha'Al, con la maglia dell'Hapoel Gilboa Galil Elyon. Si è poi trasferito all'Ironi Ashkelon, e nell'estate 2011 ha firmato per il Mykolaïv, squadra del massimo campionato ucraino.
Nella stagione 2012-2013 milita nella Junior Libertas Pallacanestro nel campionato di Legadue, e nel 2013-2014 si trasferisce a Ferentino.

## Palmarès
- Campionato messicano: 1

Fuerza Regia: 2021